# Николаевский сельский совет (Бучачский район)
Николаевский сельский совет (укр. Миколаївська сільська рада) — входит в состав
Бучачского района
Тернопольской области
Украины.
Административный центр сельского совета находится в 
с. Николаевка.

## История
- 1947 — дата образования.

## Населённые пункты совета
- с. Николаевка
- с. Губин
- с. Соколец